# Seznam raket
Seznam raket.

## A
- Aerobee
- AGM-84 Harpoon
- AIM-120 AMRAAM
- AIM-132 ASRAAM
- Al-Samoud 2
- Angara (družina raket)
  - Angara A5
- Ariane (družina raket)
  - Ariane 1
  - Ariane 2
  - Ariane 3
  - Ariane 4
  - Ariane 5
- Atlas (družina raket)

## B
- Black Knight
- Blue Steel
- Blue Streak

## C
- Centaur
- Ciklon
- Condor
- Congreve
- CSS-2

## D
- Delta (družina raket)
- Delta IV
- Diamant
- Dolgi pohod
- Dongfeng
- Dnepr

## E
- EGBU-15
- Energija
- Enzian
- Europa

## F
- Fritz-X

## G
- GIRD-X

## H
- H-2A (raketa)
- Henschel Hs 293

## J
- Jericho
- Jupiter-C IRBM

## K
- Katjuša
- Kosmos
- Kramer X-4

## M
- MBDA Meteor
- MBDA Exocet SM39
- MIM-104 Patriot
- Minuteman
- Minuteman I
- Minuteman II
- Minuteman III
- Model
- Molnija

## N
- N-1 (N1)

## P
- Peacekeeper
- Penguin
- Polaris
- Poseidon
- Proton

## Q
- Qassam

## R
- R-1
- R-7
- Rapier
- Redstone
- Regulus
- Rheinbote
- Rheintochter
- Rokot
- Ruhrstahl X-4
- Ruhrstahl X-7

## S
- Saturn (družina raket)
- Schmetterling
- Scud
- Shillelagh
- Skybolt ALBM
- Sojuz
- Sojuz-U
- SS-18
- SS-24
- Starstreak

## T
- Thor
- Titan
- Tomahawk
- Trident

## V
- V-1
- V-2
- Voshod
- Vostok

## W
- Wasserfall

## Z
- Zenit